# Harry Smulders
Henricus Josephus Clemens Smulders (Tilburg, 17 oktober 1942) is een Nederlands ondernemer, voormalig bankier en voormalig politicus namens de Lijst Pim Fortuyn.
Smulders volgde zowel koopvaardij- als horecaopleidingen. Hij was werkzaam bij de Rotterdamsche Lloyd voordat hij tussen 1970 en 1990 bij verschillende banken en verzekeraars werkzaam was. Hierna werkte hij als zelfstandig interim- en projectmanager.
In maart 2002 werd hij lid van de LPF en namens die partij zat hij van 25 september 2002 tot 30 januari 2003 in de Tweede Kamer. Hij was lid van de enquêtecommissie bouwnijverheid. Tijdens de verhoren viel hij op omdat hij soms duidelijk zijn ergernis liet blijken over de misstanden in de bouw. Voor de Eerste Kamer was hij vervolgens kandidaat-senator.
In oktober 2010 werd bekend dat Smulders een terugkeer in de politiek wil maken; hij stelt zich namens Trots op Nederland kandidaat voor de gemeenteraadsverkiezingen in de herindelingsgemeente Eijsden-Margraten.
- Parlement.com: vg9fgopvu7zh